# Анисимово (Псковский район)
Анисимово — деревня в Ядровской волости Псковского района Псковской области.
Расположена в 18 км от южной границы Пскова и деревни Черёха.
| 2001 | 2002 | 2010 |
| ---- | ---- | ---- |
| 32   | ↗34  | ↘22  |